# Bulbostylis
Bulbostylis Kunth é um género botânico pertencente à família Cyperaceae.

## Espécies
- Bulbostylis barbata
- Bulbostylis capillaris
- Bulbostylis ciliatifolia
- Bulbostylis curassavica
- Bulbostylis funckii
- Bulbostylis junciformis
- Bulbostylis juncoides
- Bulbostylis pauciflora
- Bulbostylis schaffneri
- Bulbostylis stenophylla
- Bulbostylis vestita
- Bulbostylis warei

## Sinônimo
- Stenophyllus Raf.

## Principais espécies
O gênero é composto por aproximadamente 315 espécies. As principais são:
- Bulbostylis capillaris
- Bulbostylis hirtella
- Bulbostylis jacobinae
- Bulbostylis junciformis
- Bulbostylis scabra
- «PPP-Index Lista completa»